# یاسنیل تولدو
یاسنیل تولدو (اسپانیایی: Yasniel Toledo‎؛ زادهٔ ۱۵ سپتامبر ۱۹۸۹) بوکسور اهل کوبا است.
وی در مسابقات کشوری و بین‌المللی در مجموع برندهٔ ۲ مدال طلا، ۲ مدال نقره، ۲ مدال برنز شده‌است.